# 7068 Minowa
7068 Minowa (1994 WD1) là một tiểu hành tinh vành đai chính được phát hiện ngày 16 tháng 11 năm 1994 bởi Y. Kushida ở Yatsugatake.